# Kōki Mizuno
Kōki Mizuno (jap. 水野 晃樹, Mizuno Kōki; * 6. September 1985 in Shimizu (heute: Shizuoka), Präfektur Shizuoka, Japan) ist ein japanischer Fußballspieler auf der Position eines Mittelfeldspielers.

## Karriere

### Verein
Mizuno begann seine Karriere in der Fußballmannschaft seiner Highschool in Shimizu, in der er bis 2004 spielte. In diesem Jahr verpflichtete JEF United Ichihara Chiba den rechten Mittelfeldspieler. Die ersten beiden Saisons beendete er mit dem Verein auf dem vierten Platz. Nach einem elften Platz 2006 und einem 13. 2007 kehrte er seiner Heimat den Rücken und wechselte nach Europa und unterschrieb einen Vertrag bei Celtic Glasgow. 
In seiner ersten Saison 2007/08 kam Mizuno zu keinem Einsatz. Sein Debüt gab er in der Saison 2008/09 gegen den FC Motherwell am 8. November 2008, als er in der 88. Minute für Scott McDonald eingewechselt wurde. Sein erstes Ligator erzielte er am 21. Dezember 2008 gegen den FC Falkirk, nach Vorarbeit von Landsmann Shunsuke Nakamura. Am Ende der Saison wurde der schottische Ligacup gewonnen.

### Nationalmannschaft
International spielte Mizuno bisher vier Mal für sein Heimatland Japan. Sein Debüt gab er am 24. März 2007 im Freundschaftsspiel gegen Peru. Er wurde in der 84. Minute für Naohiro Takahara eingewechselt. Das Spiel in Tokio endete 2:0. Außerdem nahm er an der Fußball-Asienmeisterschaft 2007 in Indonesien, Malaysia, Thailand und Vietnam teil. Der Mittelfeldspieler kam in den Gruppenspielen gegen die VAE und gegen den Gastgeber Vietnam zum Einsatz. In beiden Spielen wurde er eingewechselt, kam aber im Laufe des Turniers nicht mehr zum Einsatz. Japan wurde am Ende Vierter.  

## Erfolge
Celtic Glasgow
- Scottish League Cup: 2009

- Scottish Premier League: 2007/08

Kashiwa Reysol
- Japanischer Meister: 2011

- Japanischer Supercup-Sieger: 2012

- Japanischer Zweitligameister: 2010

- Kaiserpokal: 2012

JEF United Ichihara Chiba
- Japanischer Ligapokalsieger: 2005, 2006

## Sonstiges
Kōki Mizuno ist der Bruder von Kazuki Mizuno und der Cousin von Keita Suzuki.